# 画像ちゃんねる
画像ちゃんねる（がぞうちゃんねる）は、かつて存在したインターネット上の画像電子掲示板群である。画ちゃんや画chなどの愛称で呼ばれることが多い。2014年頃にサイト自体が閉鎖された。

## 概要
2002年12月に開設され、ティーネット（本社:港区南青山）が運営している。2006年の閲覧件数は約7,326万件と言われ、日本最大級の画像掲示板である。管理人であるさんぞう（ティーネット代表取締役）の下、ボランティアで構成される運営陣によって管理されており、大きくアダルト系と非アダルト系に分かれている。2007年7月25日から閉鎖されていた。
2008年1月17日、前管理人のさんぞうから新管理人であるKimに運営が変わり、サーバーはカリフォルニア州サンフランシスコのPacific Internet Exchange内にあるBIG-server.com（ちなみに後述2ちゃんねると同一）へ変更され運営再開。さんぞうが逮捕される以前から、画ちゃんを利用していた新管理人である「Ｊｕｎｉｏｒ★」と、前管理人との間にどのような関係があるかは不明。
2010年12月現在、会社概要を見る限り画ちゃん運営会社は、マレーシアに本社がある「World Vision Enterprise Inc.」になっている。トップページの壷の画像が同じ物である等、匿名掲示板2ちゃんねるを模しているが、2ちゃんねるとは直接の関係は無いとみられている。2010年8月、サーバー側で不具合が発生し全ての画像が消え、ページは白紙になっていたが、2010年9月末には復旧し、旧掲示板と新掲示板と並行して利用が出来る。
2011年12月現在、Tomと名乗る管理人により運営。開発者ブログも公開されている。
2014年頃にサイトが閉鎖され、現在トップページにアクセスしても「hello」しか表示されない。

## 閉鎖した掲示板
2002年のサイト設立時は「アニメ」「アイドル」などの画像掲示板もあったが、企業から著作権法違反であるとの抗議が寄せられ、閉鎖された。

## 管理人逮捕
2007年2月26日、さんぞうが自身のブログで同年2月21日に自宅が家宅捜索を受けたことを明らかにした。流出した無修正のわいせつ画像が投稿された件についてであったという。この事態を受けて、今後は新規投稿については画像を確認してから公開するなどの対応を取るとした。
しかし、2007年5月23日になって、数点の無修正画像が投稿されたとして神奈川県警生活保安課がわいせつ図画公然陳列の疑いで、ホスティングサービスたるティーネットの社長でもあるさんぞうや同社アルバイトら7名を逮捕した。
なお、神奈川県警による家宅捜索や逮捕のきっかけは、2006年11月に元交際相手の写真を掲載した男が逮捕された事件によるものであることが明らかとなった。また、25台の運営サーバーが日本に置いてあったのも立件可能であった要因のひとつともされている。
この逮捕は、「VIPろだ」「がむしゃら」「カサマツさん」など大手アップローダーサイトが自主的な閉鎖を行う要因となった。ただし、「メロメロ」は自粛という形になっている。また、ウェブサービスの提供者とそのあり方についての議論が巻き起こるきっかけにもなっている。ネット上の性犯罪に詳しい弁護士の奥村徹は、画像投稿サイトの運営について「もう事前承認制にするしかない」と指摘した。
2008年1月17日、横浜地方裁判所にて懲役2年、執行猶予3年の有罪判決。ちなみに、裁判の中で画像ちゃんねるが広告収入として3年間で1億円を稼いでいたことも明らかとなった
。